# Flèche wallonne 1962
La Flèche wallonne 1962, 26e édition de la course, a lieu le 7 mai 1962 sur un parcours de 201 km. La victoire revient au Belge Henri De Wolf, qui a terminé la course en 5 h 41 min 28 s, devant son compatriote Pino Cerami et l'Allemand Hans Junkermann.
Sur la ligne d’arrivée à Charleroi, 38 des 101 coureurs au départ à Liège ont terminé la course.

## Classement final
| #  | Coureur              | Équipe                  |    | Temps           |
| -- | -------------------- | ----------------------- | -- | --------------- |
| 1  | Henri De Wolf        | Gitane-Geminiani-Leroux | en | 5 h 41 min 28 s |
| 2  | Pino Cerami          | Peugeot                 | +  | 2 s             |
| 3  | Hans Junkermann      | Torpedo                 |    | 3 s             |
| 4  | Armand Desmet        | Flandria-Faema-Clément  |    | 17 s            |
| 5  | Martin Van Geneugden | Flandria-Faema-Clément  |    | 19 s            |
| 6  | Jean Forestier       | Gitane-Geminiani-Leroux |    | 52 s            |
| 7  | Rolf Wolfshohl       | Gitane-Geminiani-Leroux |    | 1 min 02 s      |
| 8  | Jo de Haan           | Gitane-Geminiani-Leroux |    | 2 min 50 s      |
| 9  | Piet Van Est         | Flandria-Faema-Clément  |    | 2 min 52 s      |
| 10 | Joseph Schils        | Mercier-Hutchinson-BP   |    | 2 min 55 s      |